# Liên đoàn bóng đá Syria
Liên đoàn bóng đá Syria (FASF) (tiếng Ả Rập: الاتحاد العربي السوري لكرة القدم; tiếng Pháp: Fédération de Syrie de football) là tổ chức quản lý, điều hành các hoạt động bóng đá ở Syria. FASF quản lý đội tuyển bóng đá quốc gia Syria, tổ chức các giải bóng đá như giải vô địch bóng đá Syria, cúp bóng đá Syria... FASF là thành viên của cả Liên đoàn bóng đá thế giới (FIFA), Liên đoàn bóng đá châu Á (AFC) và Liên đoàn bóng đá Tây Á (WAFF).
Chủ tịch của Liên đoàn bóng đá Syria hiện nay là Tiến sĩ Ahmad Jabban.

## Nhân viên liên đoàn
| Tên                 | Vị trí                       | Nguồn       |
| ------------------- | ---------------------------- | ----------- |
| Hatem Al Ghaeeb     | President                    | [ 1 ] [ 3 ] |
| Zakariya Kanat      | Vice President               | [ 1 ] [ 3 ] |
| Ibrahim Abazid      | General Secretary            | [ 1 ] [ 3 ] |
| Imad Qasem          | Treasurer                    | [ 1 ]       |
| Muhannad Al Fakeer  | Technical Director           | [ 1 ] [ 3 ] |
| Valeriu Tița        | Team Coach (Men's)           | [ 1 ] [ 3 ] |
| Abd Alghani Tatish  | Team Coach (Women's)         | [ 1 ]       |
| Mohammad Bachar     | Media/Communications Manager | [ 1 ]       |
| Ahmad Fesal         | Futsal Coordinator           | [ 1 ]       |
| Mohammed Al Nahlawi | Referee Coordinator          | [ 1 ]       |